# برهان کیهان‌شناختی کلام
برهان کیهان‌شناختی کلام فرمول‌بندی مدرنی از برهان کیهان‌شناختی برای وجود خدا است؛ که به کلام (فلسفه مدرسی اسلامی قرون وسطایی) نام‌گذاری شده است که از آن جا ایده‌های کلیدی اش ریشه گرفته اند. این برهان توسط ویلیام لین کریگ در کتابش، برهان کیهان‌شناختی کلام (۱۹۷۹) رایج گردیده است.
ایده پشتبند کلیدی برهان امکان‌ناپذیری بی‌نهایت‌های بالفعل و جهانی به‌لحاظ زمانی از گذشته بی‌نهایترد فیلسوف مدرسی مسلمان ایرانی الغزالی از قرن ۱۱ میلادی را گرفته است.